# Éric Hélary
Pour les articles homonymes, voir Éric et Hélary.
Éric Hélary est un pilote automobile français né le 10 août 1966 à Paris.
Il est surtout connu du grand public pour avoir remporté les 24 Heures du Mans 1993 au volant de la Peugeot 905.
Il est aujourd'hui patron de HELARY RACING, écurie automobile spécialisée dans la préparation de véhicules historiques qui engage plusieurs de ces véhicules lors d'épreuves d'endurances comme Le Tour Auto, Le Mans Classic.
Pendant sa reconversion, Sébastien Loeb lui a demandé des conseils pour le pilotage sur piste.

## Biographie
Il commence la compétition en karting en 1979, il sera Champion de France Junior de cette discipline durant 3 années consécutives de 1984 à 1986. Il se lance alors dans la Formule Ford et gagne en 1986 le volant Elkron à Montlhéry et devient Champion de France de Formule Ford en 1988 avec 9 victoires. Il signe pour la saison 1989 chez Oreca, l'écurie d'Hughes de Chaunac et participe au Championnat de France de Formule 3 qu'il gagnera l'année suivante avec l'écurie Formula Projet. En 1991, les portes de la Formule 3000 s'ouvrent à lui, mais les résultats sont décevants, il finira 8e au Championnat.

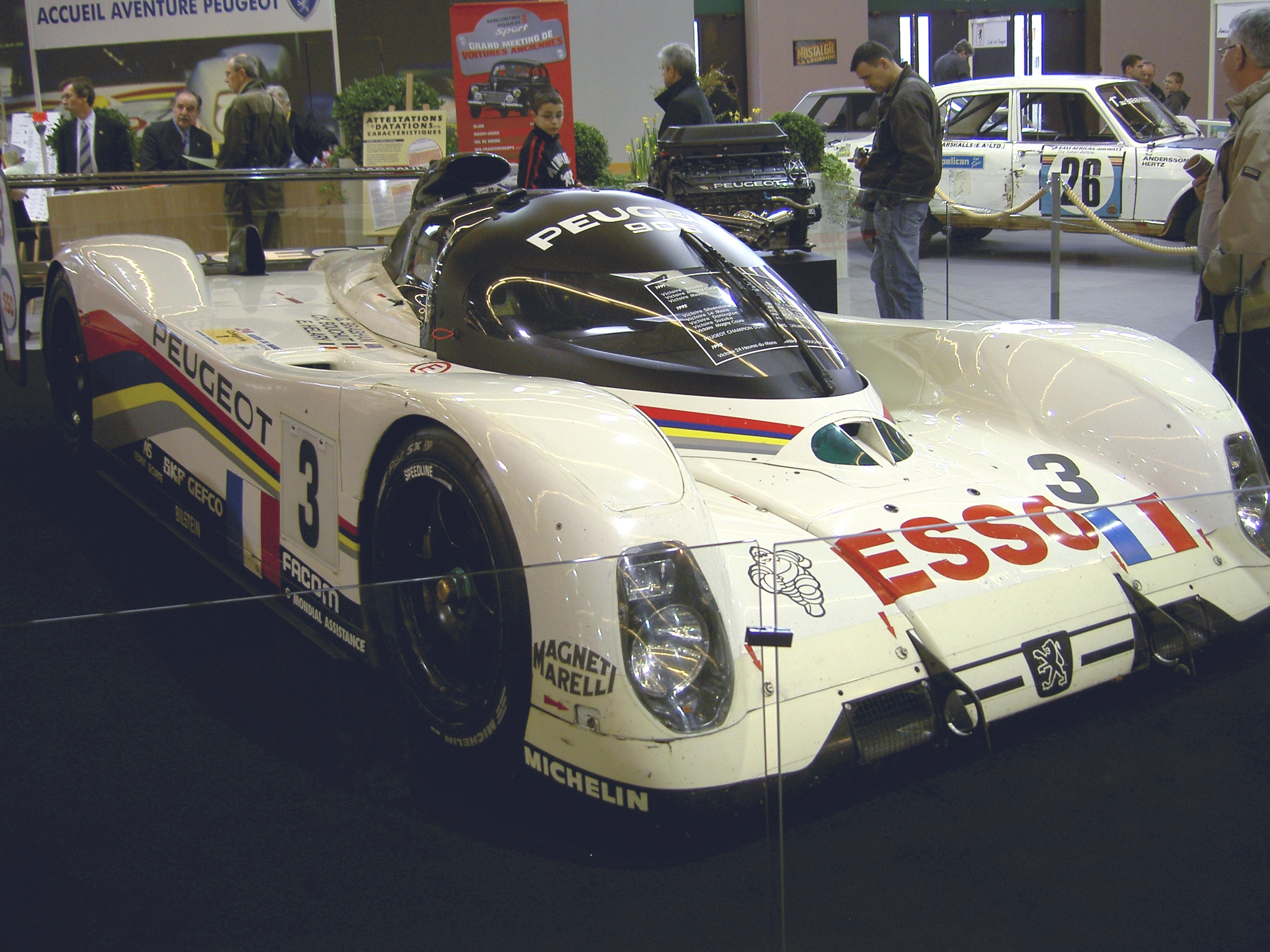
Peugeot 905 Evo 1 Ter no 3 (châssis EV12) avec laquelle Éric Hélary a remporté les 24 Heures du Mans 1993

Il réoriente sa carrière en quittant le monde de la monoplace, et en 1992 il devient  Champion d'Europe et Vice-Champion de France dans la Formule Peugeot 905 Spider.
Grâce à ses résultats, Jean Todt l'engage sur la 3e Peugeot 905 alignée spécialement pour des juniors lors de la dernière manche du Championnat du monde des voitures de sport 1992 à Magny-Cours. Il partage le volant de cette 905 no 71 avec Christophe Bouchut, terminant 2e de l'épreuve.
L'année suivante, il obtient le titre de Champion de France dans la Formule Peugeot Spider 905, et il est reconduit au volant d'une Peugeot 905 lors des 24 heures du Mans. Aux côtés de l'expérimenté pilote australien Geoff Brabham et de l'autre junior Christophe Bouchut, Éric Hélary remporte les 24 Heures dès sa première participation. Le trio devance les deux autres équipages Peugeot, parachevant le triomphe de la marque et la présence du constructeur français en Endurance.
À partir de 1994 et jusqu'en 2005, il est l'un des principaux animateurs du Championnat de France de Supertourisme, finissant régulièrement second, au volant de voitures Opel et Peugeot. Il participe entretemps aux championnats BPR en 1995, en STW en 1998 et 1999, et au DTM en 2000 (à toutes les courses de ce DTM, obtenant un meilleur temps en course au Norisring sur Opel Astra V8 Coupé).
Depuis sa victoire au Mans, il a une préférence pour les courses d'endurance. Il gagne en 1996 les 24 Heures de Chamonix avec Markku Alén sur l'Opel Astra, une épreuve sur glace, et en 1997 les 24 heures de Spa avec Didier de Radigues et Marc Duez sur BMW 320i (4e en 2001), terminant la même année second du Trophée Andros sur Opel Tigra.
En 2004 il obtient une belle cinquième place lors des 1 000 kilomètres du Nürburgring, sur Pescarolo C60 avec Soheil Ayari, avant de finir deuxième du Test du Mans l'année suivante avec Sébastien Loeb et Ayari. En 2006 il s'impose lors de celui-ci, et il termine quinze jours plus tard deuxième des 24 heures du Mans, toujours avec Loeb et désormais Frank Montagny. En juillet il remporte les 1 000 kilomètres du Nürburgring sur la voiture d'Henri Pescarolo, avec Jean-Christophe Boullion et Emmanuel Collard, encore en Le Mans Series.
Restant fidèle à Peugeot, la marque de Sochaux fait appel à lui en 2007 pour développer et mettre au point sa nouvelle voiture de course d'endurance, la Peugeot 908 pour les 24 heures du Mans 2007. Bien qu'intégré dans l'équipe des pilotes, Éric ne prendra pas part à cette aventure, n'étant que le pilote de réserve.
En 2010, il s'engage dans les très disputées Racecar Series européennes (les Whelen Euro Series): il remporte sur Dodge Challenger le championnat Élite en 2011 (3 dernières épreuves victoirieuses pour 6 manches, avec sa propre équipe déclarée elle aussi gagnante, à Magny-Cours, Brands Hatch et Le Mans), puis il annonce sa retraite sportive.
Il participe à un total de 11 épreuves des 24 heures du Mans, ayant repris sporadiquement le volant pour l'édition 2014 grâce à l'équipe IMSA Performance Matmut, après s'être imposé à quatre reprises dans des épreuves longues de renom.

## Résultats complets aux 24 Heures du Mans
(4 podiums, et 5 "Top 10" en 11 participations)
- 1993: 1er sur Peugeot 905 (avec Geoff Brabham et Christophe Bouchut)
- 1994: Abandon sur Bugatti EB110 S
- 1995: 2e sur Courage C34 (avec Bob Wollek et Mario Andretti)
- 1996: 21e sur Chrisler Viper GTS-R
- 1997: 3e sur McLaren F1 GTR (avec Roberto Ravaglia et Peter Kox, pour le team BMW Motorsport)
- 1998: Abandon sur Toyota GT-One
- 2002: Abandon sur Courage C60-Peugeot
- 2003: 9e sur Courage C60-Peugeot
- 2005: Abandon sur Pescarolo C60-Judd
- 2006: 2esur Pescarolo C60-Judd (avec Sébastien Loeb et Franck Montagny)
- 2014: 34e sur Porsche 911 GT3 RSR

## Sources
- (en) Cet article est partiellement ou en totalité issu de l’article de Wikipédia en anglais intitulé « Eric Hélary » (voir la liste des auteurs).